# Army Men: Soldiers of Misfortune
Army Men: Soldiers of Misfortune là trò chơi điện tử thuộc thể loại bắn súng góc nhìn thứ ba của loạt game Army Men do hãng Big Blue Bubble phát triển trên các hệ máy console PlayStation 2, Wii và Nintendo DS. Game được hãng DSI Games phát hành ở Bắc Mỹ năm 2008 và Zoo Games phát hành ở châu Âu năm 2009. Đây là tựa game console gia đình mới nhất trong series Army Men và là trò chơi duy nhất được phát hành trên nền tảng thế hệ thứ bảy. Ngoài ra, nó còn là trò chơi độc quyền của Nintendo tại châu Âu. Đây là một sự thay đổi lớn so với những phiên bản trước trong series khi người chơi vào vai Binh nhì Timmy Reynolds chơi đùa với những người lính đồ chơi thay vì chính những người lính đồ chơi, thu nhỏ lại kích thước của họ để tham gia vào một cuộc chiến giữa đôi bên. Game này bao gồm 15 màn chơi và nhiều loại vũ khí do người chơi cung cấp.

## Cốt truyện
Cốt truyện Army Men: Soldiers of Misfortune xoay quanh nhân vật chính Timmy Reynolds là một chú nhóc đang trong độ tuổi đi học ở thế giới thực, nhân một dịp tình cờ ra tay giải cứu một lữ đoàn của phe Green đang bị quân lính phe Tan truy đuổi, để rồi chính cậu tự nguyện giúp đỡ quân Green chống lại lực lượng xung kích của phe Tan sau khi được biết về tham vọng điên cuồng của chúng. Bằng cách tự mình tưởng tượng hóa thân vào một thế giới thu nhỏ mà cậu chỉ cao có chút xíu (khoảng gần 8 cm). Được trang bị những loại vũ khí đồ chơi quen thuộc cùng bộ quân phục yêu thích của mình và sự trợ giúp đắc lực của những người lính phe Green đã giúp Timmy đủ sức chặn đứng âm mưu thống trị toàn cầu của phe Tan thông qua việc chiếm đoạt ngôi nhà của cậu bé. Trải qua hàng loạt nhiệm vụ và thử thách khó khăn, cuối cùng Timmy và những người lính của phe Green đã tiêu diệt đội quân xâm lược của phe Tan, rồi cậu đích thân đưa tiễn những người lính này quay trở về thế giới nhựa.

## Đánh giá
Soldiers of Misfortune là phiên bản cuối cùng của loạt game Army Men. Cốt truyện của trò chơi là một sự chuyển hướng đầy tai tiếng của dòng Army Men. Không hề đề cập đến bất cứ nhân vật Army Men chính thức hoặc bất kỳ sự kiện nào xảy ra trong quá khứ của game. Phiên bản này không được coi là phần chính thức nối tiếp loạt game và cũng chẳng được coi là chuẩn mực của dòng Army Men. Game là một thất bại lớn và nhận được phần lớn các nhận xét tiêu cực tương tự như bản Major Malfunction, nhiều fan cho rằng Soldiers of Misfortune là một trong những phiên bản tồi tệ nhất của loạt game Army Men.

## Đón nhận
Army Men: Soldiers of Misfortune nhận được những đánh giá tiêu cực. Trang web tổng hợp kết quả đánh giá GameRankings và Metacritic đã cho phiên bản Nintendo DS 36,20% và 35/100, phiên bản Wii 35,00% và phiên bản PlayStation 2 22,50%.